# Souleymane Tandia
Souleymane Tandia (* 30. August 1987 in Dakar) ist ein senegalesischer Fußballspieler.

## Karriere
Tandia spielte in der Nachwuchsabteilung des OGC Nizza, ehe er 2009 bei Gimnàstic de Tarragona seine Profikarriere begann. Nach diversen Stationen bei spanischen, französischen und belgischen Vereinen heuerte er 2012 beim ungarischen Verein Honvéd Budapest an. Zur Saison 2014/15 wechselte Tandia in die türkische TFF 1. Lig zu Orduspor. Dort kam er in der Liga in sieben Spielen während dieser Saison zum Einsatz und erzielte dabei ein Tor. Sein letztes Spiel für den Klub bestritt er am 4. Januar 2015 gegen Alanyaspor. Im Januar 2015 wurde er vereinslos. Zum Start der Saison 2018/19 schloss er sich dem kuwaitischen Khaitan SC an. Dort spielte er bis zum Ende der Saison und ging zur nächsten Saison in die Vereinigten Arabischen Emirate zum Ras al-Khaimah Club. Nach wiederum dieser Saison ging er weiter nach Bahrain um sich dort dem East Riffa Club anzuschließen für welchen er bis heute auch noch spielt.